# 554 (szám)
Az 554 (római számmal: DLIV) egy természetes szám, félprím, a 2 és a 277 szorzata.

## A szám a matematikában
A tízes számrendszerbeli 554-es a kettes számrendszerben 1000101010, a nyolcas számrendszerben 1052, a tizenhatos számrendszerben 22A alakban írható fel.
Az 554 páros szám, összetett szám, azon belül félprím, kanonikus alakban a 21 · 2771 szorzattal, normálalakban az 5,54 · 102 szorzattal írható fel. Négy osztója van a természetes számok halmazán, ezek növekvő sorrendben: 1, 2, 277 és 554.
Az 554 négyzete 306 916, köbe 170 031 464, négyzetgyöke 23,53720, köbgyöke 8,21303, reciproka 0,0018051. Az 554 egység sugarú kör kerülete 3480,88466 egység, területe 964 205,05087 területegység; az 554 egység sugarú gömb térfogata 712 226 130,9 térfogategység.